# Dér (csapadék)

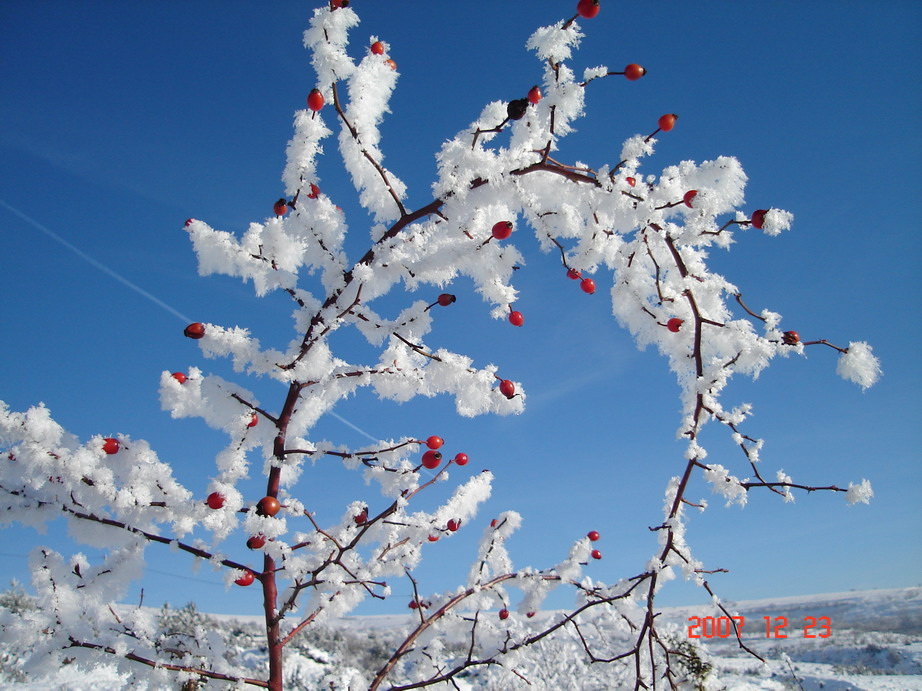
Dérlepte ág Kézdialmáson, Székelyföld területén

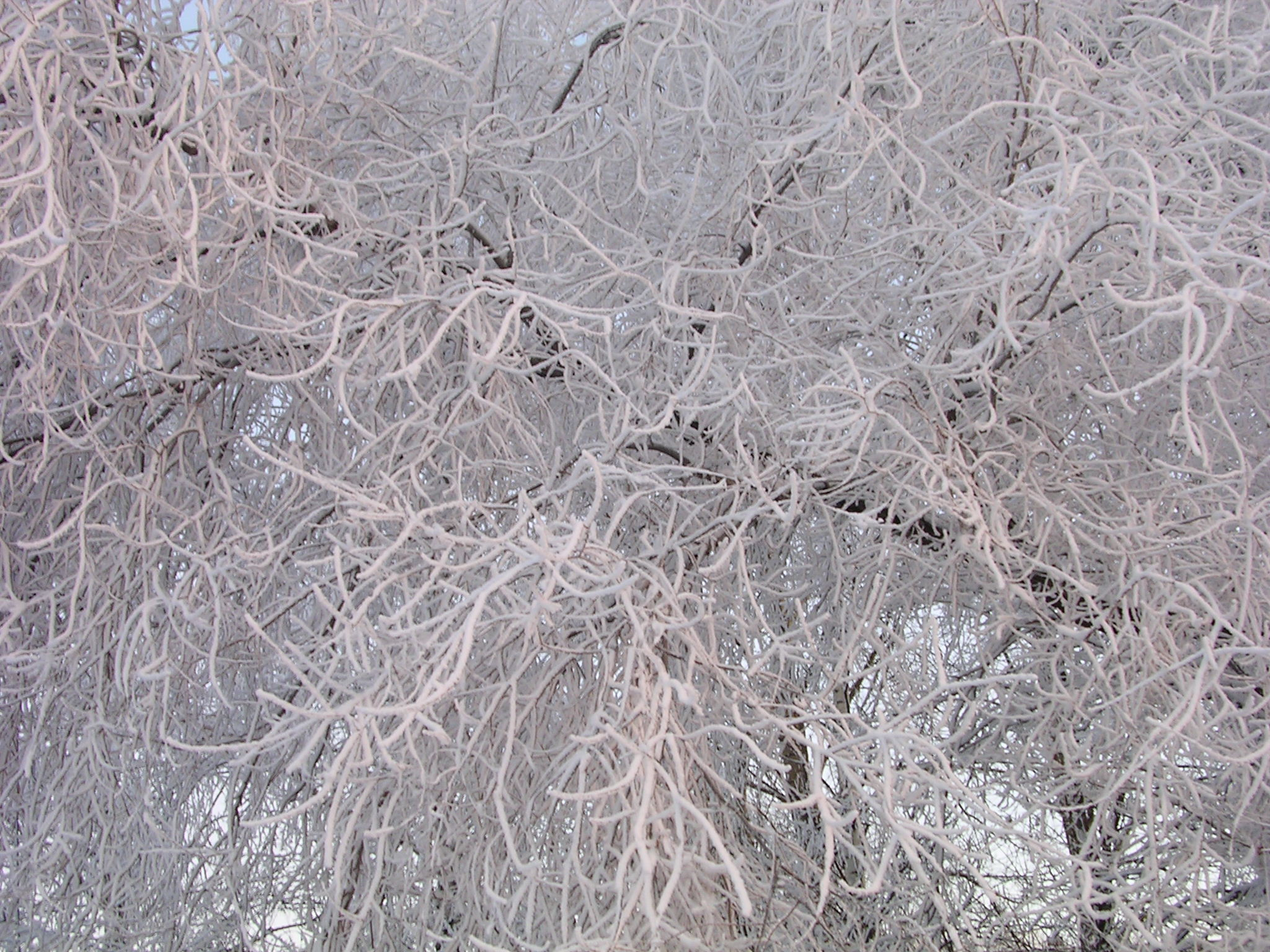
Deres faágak

A dér olyan meteorológiai jelenség, amely akkor jön létre, ha a harmatpontja alá  hűlt levegő a víz fagypontja alatti hőmérsékletű felülettel érintkezik, párakicsapódást idézve elő. Fagyos reggeleken figyelhető meg, amikor a levegő páratartalmának egy része a folyékony halmazállapot közbeiktatása nélkül közvetlenül lecsapódik a szilárd felületeken.
A dér a harmathoz hasonló körülmények között képződik, azzal a különbséggel, hogy kialakulása nem fagypont felett zajlik le. Létrejöttének fő oka a szilárd felszínek hőkisugárzás útján való lehűlése. Fehér, kristályos megjelenésű, nem hulló csapadék. 

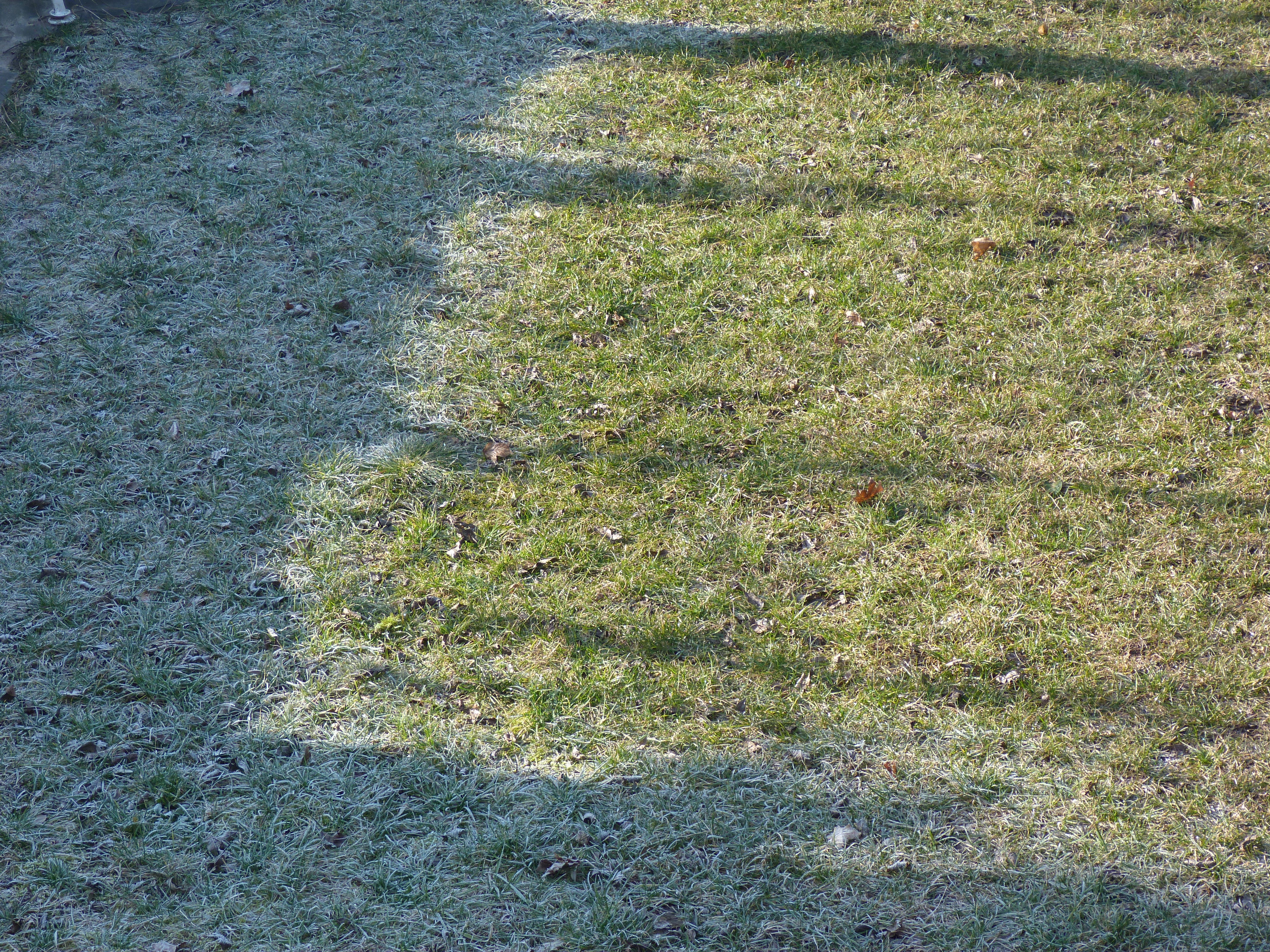
Dérlepte fű Budán

A talajon, a növényeken és különböző tereptárgyakon figyelhető meg. 
Télen akár egész nap megmaradhat. A dér komoly kárt tehet a növényekben, különösen akkor, ha a levegő hőmérséklete nemcsak a talaj közelében, hanem a magasabb légrétegekben is fagypont alá süllyed.